# تحسین
تحسین یا آفرین (به انگلیسی: Admiration)، یک احساس اجتماعی است که با دیدن افراد دارای شایستگی، استعداد یا مهارت فراتر از استانداردها احساس می‌شود. تحسین یادگیری اجتماعی را در گروه‌ها تسهیل می‌کند. تحسین از طریق یادگیری از الگوها انگیزه خودیاری را ایجاد می‌کند.
سارا آلگو و جاناتان‌هایت تحسین را در زمره هیجان‌های ستایشگر دیگر، در کنار هیبت، فرهیختگی و قدردانی قرار می‌دهند. آنها پیشنهاد می‌کنند که تحسین احساسی است که نسبت به فرهیختگی غیرمنطقی احساس می‌کنیم (یعنی شاهد یک عمل با مهارت عالی)، در حالی که فرهیختگی هیجانی است که نسبت به برتری اخلاقی احساس می‌کنیم (یعنی شاهد انجام عملی با فضیلت بیش از اندازه). نویسندگان دیگر هر دوی این احساسات را تحسین می‌نامند و بین تحسین مهارت و تحسین فضیلت تمایز قائل می‌شوند. ریچارد اسمیت تحسین را به عنوان یک احساس جذبی متمرکز بر دیگر دسته‌بندی می‌کند، که سبب می‌شود افراد تمایل داشته باشند تا شبیه کسانی باشند که آنها را تحسین می‌کنند. او تحسین را با رشک (یک احساس متضاد متمرکز بر دیگری) مقایسه می‌کند، و پیشنهاد می‌کند که رشک سبب می‌شود تا از شایستگی دیگران احساس ناامیدی کنیم، در حالی که تحسین نشاط‌بخش و انگیزه‌بخش است.
در تحسین باید مراقب بود تا این عنصر ارتباطی با تملق خلط نشود. فلذا در امر تحسین مواردی را باید مد نظر قرار داد. اما لازم بذکر است که آنسوی تحسین، عنصر انتقاد قرار دارد که باید در بیان آن نهایت دقت و ذکاوت را به کار گرفت. چرا که انتقاد سازنده خود از اصولی تبعیت می‌کند که دانستن آن راهگشای خوبی برای ارتباطات می‌باشد. تحسین بجا نشانه بلوغ فرد تحسین کننده نسبت به فضای ارتباطی می‌باشد و منجر به افزایش عزت نفس در طرفین ارتباط می‌گردد.